# Sigaste
Sigaste är en by (estniska: küla) i Saarde kommun i landskapet Pärnumaa i sydvästra Estland. Byn ligger vid bäcken Sigaste oja (Kivioja), norr om staden Kilingi-Nõmme.
I kyrkligt hänseende hör byn till Saarde församling inom den Estniska evangelisk-lutherska kyrkan.